# Niceforo Crisoberge
Niceforo Crisoberge (in greco Νικηφόρος Χρυσοβέργης?; 1160 circa – dopo il 1213) è stato un retore bizantino e metropolita di Sardi.

## Biografia
Nacque molto probabilmente intorno al 1160 o secondo altre fonti nel 1142. Era un protetto di Constantino Mesopotamita e grazie a questo, riuscì a farsi nominare insegnante (didaskalos) presso la scuola patriarcale di Santa Sofia intorno al 1186. Negli anni 1190 cadde apparentemente in disgrazia, ma recuperò la sua posizione con la nomina a magistros ton rhetoron ("maestro dei retori") nel 1200, carica che mantenne fino al 1204 circa, quando succedette allo zio come metropolita di Sardi. Morì probabilmente dopo il 1213.
In qualità di magistros ton rhetoron, pronunciò panegirici ufficiali in onore degli imperatori Alessio III Angelo (1195-1203), Alessio IV Angelo (1203-1204) e del patriarca di Costantinopoli Giovanni X Camatero. Secondo Alexander Kazhdan, "sia le sue opinioni politiche che i suoi principi letterari erano tradizionali e convenzionali. Elogiava il potere imperiale ma [...] non si lasciava impressionare dall'abilità militare". Il travagliato rapporto dei Bizantini con le repubbliche marinare gioca un ruolo importante nella retorica di Crisoforo.